# Tommy Boy – Durch dick und dünn
Tommy Boy – Durch dick und dünn (Originaltitel: Tommy Boy) ist eine US-amerikanische Filmkomödie von Regisseur Peter Segal aus dem Jahr 1995. Die Hauptrollen spielten die ehemaligen Saturday Night Live-Komiker Chris Farley und David Spade.

## Handlung
Nach sieben Jahren College schafft Thomas „Tommy“ Callahan den Abschluss an der Marquette University und kehrt in seine Heimatstadt Sandusky in Ohio zurück. Sein Vater, der Industrielle und Witwer Thomas „Big Tom“ Callahan bietet ihm einen Executive-Job beim Familienunternehmen Callahan Auto an. Außerdem offenbart Big Tom, dass er plant, Beverly Barrish-Burns zu heiraten, und dass ihr Sohn Paul Tommys neuer Stiefbruder wird. Während der Hochzeit stirbt Big Tom plötzlich an einem Herzinfarkt. Nach der Beerdigung treten Zweifel an der Zukunft des Unternehmens auf, weshalb die Bank ihre Versprechungen bezüglich eines Darlehens nicht einhält und die sofortige Zahlung der Schulden verlangt. Ray Zalinsky, der Eigentümer und Betreiber eines anderen Autoteile-Unternehmens, bietet an, die Firma aufzukaufen. Tommy schlägt vor, seine ererbten Aktien und sein Haus der Bank zu überlassen, wenn sie den Verkauf von Bremsbelägen unterstützt. Die Bank geht darauf ein, stellt aber die Bedingung, das Unternehmen müsse beweisen, dass es noch Viabilität habe, indem es 500.000 Bremsbeläge verkaufe. Tommy geht mit dem kriecherischen Assistenten seines Vaters, Richard Hayden, auf eine Verkaufstour durch das Land.
Derweil wird offenbar, dass Beverly und Paul nicht Mutter und Sohn, sondern verheiratete Betrüger mit Vorstrafen sind. Paul denkt, Big Toms Tod ist ideal, da der ursprüngliche Plan war, dass sich Beverly von Big Tom scheiden lassen und die Hälfte seines Nachlasses kassieren sollte. Beverly meint jedoch, sie seien in Schwierigkeiten, da Big Tom ihr nur die Mehrheitsbeteiligung an Callahan Auto hinterließ. Tommys hyperaktives Verhalten schreckt mehrere potenzielle Käufer ab, was zu Spannungen zwischen Tommy und Richard führt. Darüber hinaus führen eine Vielzahl von Zwischenfällen zur beinahe vollständigen Zerstörung von Richards Auto. Als Tommy es schafft, eine mürrische Kellnerin zu überreden, ihnen Hühnchenflügel zu servieren, nachdem die Küche geschlossen hat, erkennt Richard, dass Tommy die Fähigkeit hat, die Menschen genau wie sein Vater zu verstehen, und schlägt vor, dass er auf diese Art verkaufen sollte. Die beiden raufen sich zusammen und können steigende Absätze verzeichnen.
Paul sabotiert jedoch die Computer des Unternehmens, sodass Umsätze, die von der Vertriebsleiterin Michelle Brock verbucht wurden, verloren gehen oder fehlgeleitet werden. Die Bank schottet sich folglich ab. Beverly und Paul genehmigen den Verkauf von Callahan Auto an Zalinsky. In der Hoffnung, Zalinsky davon überzeugen zu können, die Sache zu überdenken, reisen Tommy und Richard nach Chicago. Dort wird ihnen ein kurzes Meeting mit Zalinsky gewährt, aber dieser sagt ihnen, er will Callahan nur wegen des Rufs des Unternehmens, nicht wegen der Mitarbeiter, und dass er nach dem Kauf die Auflösung der Gesellschaft plant.
Tommy und Richard wird der Eingang zum Sitzungssaal wegen Tommys Rufs verweigert, als Michelle mit dem Strafregister von Paul und Beverly erscheint. Tommy ersinnt den Plan, als Selbstmordattentäter verkleidet die Aufmerksamkeit eines Live-TV-Nachrichtenteams zu erlangen und sich somit mit Michelle und Richard den Weg in den Sitzungssaal zu bahnen. In Sandusky beobachten die Arbeiter von Callahan die Aktion auf einem Fernseher. Tommy zitiert Zalinskys eigenen Werbeslogan, welcher besagt, dass Zalinsky auf der Seite der amerikanischen Arbeiter steht. Zalinsky unterzeichnet den Auftrag für 500.000 Bremsbeläge. Da er meint, die Bestellung sei sinnlos, da er bald Callahan Auto besitzen werde, zeigt Michelle ihm das Strafregister. Da Paul der wahre Ehemann von Beverly ist, war ihre Ehe mit Big Tom nicht legitim. So wird Beverlys Erbe ungültig und Tommy der rechtmäßige Erbe. Da Tommy die Aktien nicht verkaufen will, ist der Deal mit Zalinsky geplatzt und das Unternehmen dank dessen Bestellung gerettet. Paul versucht zu fliehen, wird aber festgenommen. Zalinsky gesteht sich ein, dass Tommy ihn übertrumpft hat. Der Film endet mit Tommy auf dem See, wo er mit seinem Vater im Jenseits spricht und erzählt, er habe vor, die Arbeit seines Vaters fortzusetzen, außerdem beginnt er eine Beziehung mit Michelle.

## Kritiken
David Nusair lobte auf Reel Film Reviews stark das Zusammenspiel von Farley und Spade, welches die „klischeehafte“ Handlung vergessen mache. Die Figur des Tommy sei „glaubhaft“, ohne Farleys Hang zur Körperkomik zu opfern.
Outnow.ch befand, dass das Zusammenspiel der Hauptdarsteller „ausgezeichnet“ funktioniere, und attestierte dem Film einen „anständigen Unterhaltungswert“ sowie eine „überraschend ansprechende“ Story.
Cinema schrieb, die „anarchische“ Komödie biete ein „Gagfeuerwerk zum herzhaft Ablachen“, merkte aber an, dass durch die Synchronisation einige der „witzigen Dialoge“ der Originalfassung verloren gegangen sind.
Das Lexikon des internationalen Films bezeichnete den Film als eine „aktionsreiche, aber wenig witzige Klamauk-Komödie, die sich fast ausschließlich auf die sich schnell abnutzende Körperkomik ihres bildfüllenden Hauptdarstellers verläßt“.

## Auszeichnungen
Der Film gewann einen MTV Movie Award in der Kategorie Best On-Screen Duo (David Spade & Chris Farley). Farley wurde für einen weiteren MTV Movie Award in der Kategorie Best Comedic Performance nominiert. Bo Derek wurde für die Goldene Himbeere in der Kategorie Worst Supporting Actress nominiert.

## Hintergrund
Der Film spielte in den Kinos der USA ca. 32,7 Millionen US-Dollar ein. Der Film wurde unter anderen in Marblehead (Ohio), in El Mirage Dry Lake (Kalifornien), in Toronto (Ontario) und in Durham (Ontario) gedreht.